# مارتین لاپنیا
مارتین لاپنیا (انگلیسی: Martín Lapeña؛ زادهٔ ۱۱ مارس ۲۰۰۰) بازیکن فوتبال است.